# Juan Carlos Trebucq
Juan Carlos Trebucq (Ensenada, Argentina; 6 de agosto de 1945) es un exfutbolista argentino que se desempeñaba como delantero.

## Clubes
| Club                        | País      | Año         |
| --------------------------- | --------- | ----------- |
| Gimnasia y Esgrima La Plata | Argentina | 1965 - 1968 |
| River Plate                 | Argentina | 1969 - 1971 |
| Troyes AC                   | Francia   | 1972 - 1974 |
| Toulouse FC                 | Francia   | 1974 - 1975 |